# Cupido pembina
Cupido pembina är en fjärilsart som beskrevs av Edwards 1862. Cupido pembina ingår i släktet Cupido och familjen juvelvingar. Inga underarter finns listade i Catalogue of Life.